# غريغوري كارول (مغني)
غريغوري كارول (بالإنجليزية: Gregory Carroll)‏ هو مغني أمريكي، ولد في 9 يوليو 1977، وتوفي في 2 يوليو 2013.